# Tigrioides alterna
Tigrioides alterna är en fjärilsart som beskrevs av Walker 1854. Tigrioides alterna ingår i släktet Tigrioides och familjen björnspinnare. Inga underarter finns listade i Catalogue of Life.

## Bildgalleri

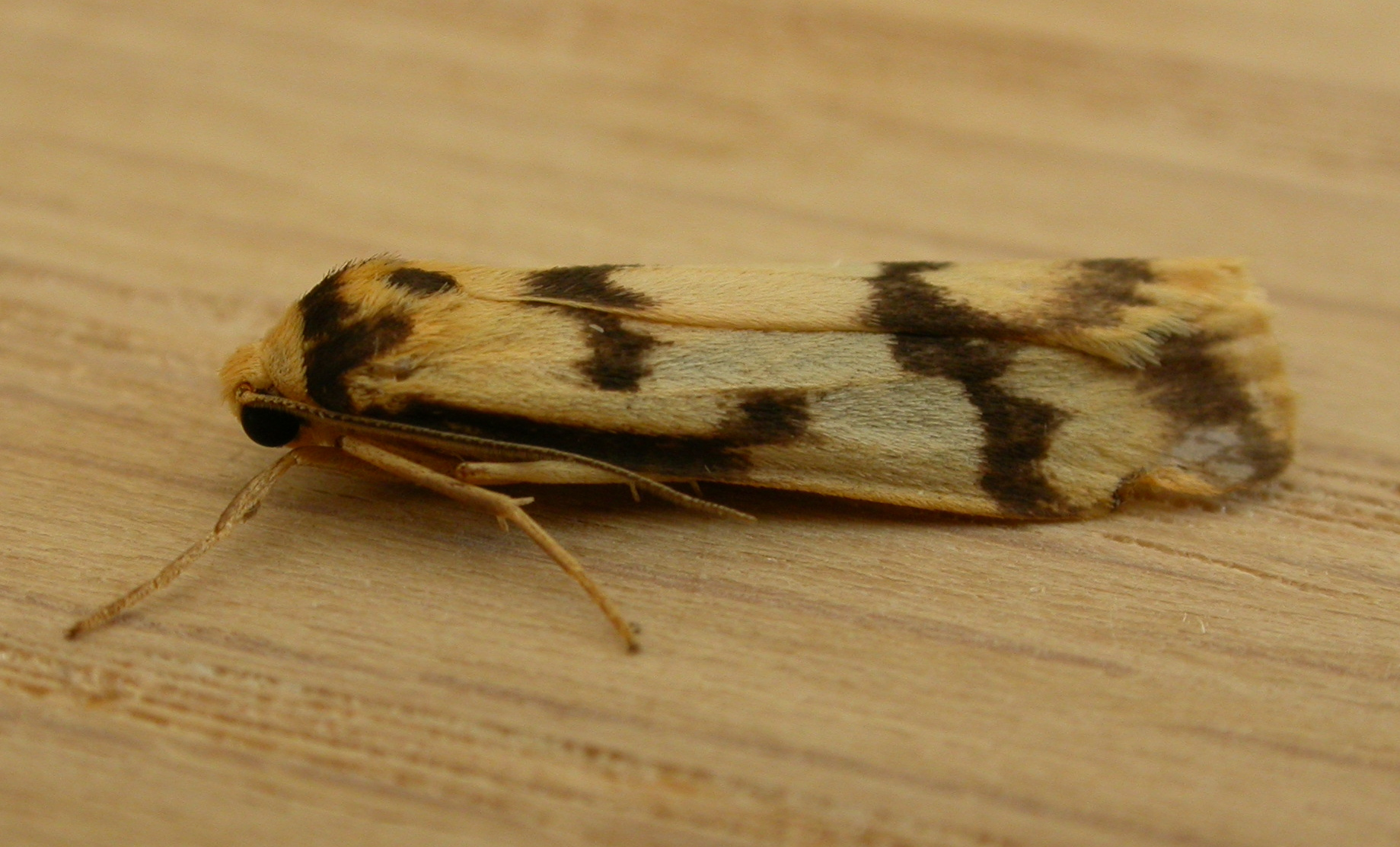